# Зале
 Тази статия е за реката в Германия.  За окръга вижте Заале (окръг).  
Зале или Заале (на немски: Saale, също Саксонска (Sächsische Saale) или Тюрингийска (Thüringische Saale) е река в Германия (провинции Бавария, Тюрингия и Саксония-Анхалт), ляв приток на Лаба.
Има дължина 413 km и площ на водосборния басейн 24 167 km².

## Географска характеристика
Река Заале води началото си на 728 m н.в., от планината Фихтелгебирге, на 1,5 km южно от град Цел, в северната част на провинция Бавария. В горното и в част от средното си течение тече в дълбока, на места каньоновидна долина през източната част на планината Тюрингер Валд.При град Наумбург излиза от планината и до устието си тече през средната част на Северогерманската равнина с бавно и спокойно течение. Влива се отлява в река Елба, на 50 m н.в., на 2 km югоизточно от град Барби в провинция Саксония-Анхалт.
Водосборният басейн на Зале обхваща площ от 14 167 km², което представлява 16,3% от водосборния басейн на Елба. Речната ѝ мрежа е двустранно развита. На изток и югоизток водосборният басейн на Зале граничи с водосборните басейни на реките Мулде и Охрже (леви притоци Елба), а на югозапад и запад – с водосборните басейни на реките Рейн и Везер (от басейна на Северно море).
Основни притоци:
- леви – Шварца (53 km, 507 km²), Илм (129 km, 1043 km²), Унструт (192 km, 6364 km²), Випер (85 km, 650 km²), Боде (169 km, 3229 km²);
- десни – Визента (55 km, 158 km²), Вайсе Елстер (257 km, 5154 km²), Фуне (59 km, 673 km²).

Зале има смесено снежно-дъждовно подхранване с повишено зимно-пролетно пълноводие в резултат от снеготопенето и слабо изразено лятно маловодие. Среден годишен отток при град Наумбург 60 m³/sec, в устието 100 m³/sec.

## Стопанско значение, селища
В горното ѝ течение са изградени 2 големи язовира „Блейлох“ и „Хоенварте“, които осигуряват вода за битови и промишлени нужди на множество селища в Тюрингия, а ВЕЦ-овете в основата на преградните им стени – произвеждат електроенергия. Зале е плавателна за плиткогазещи речни съдове до град Наумбург, като нагоре от град Хале реката е канализирана и шлюзована с над 20 шлюза.
Долината ѝ е гъсто заселена, като най-големите селища са градовете: Бавария – Хоф; Тюрингия – Заалфелд, Рудолщат, Йена; Саксония-Анхалт – Наумбург, Вайсенфелс, Бад Дюренберг, Лойна, Мерзебург, Хале, Бернбург, Калбе.